# James Kirke Paulding
James Kirke Paulding (Nova Iorque, 22 de agosto de 1778 – Hyde Park, 6 de abril de 1860) foi um escritor estadunidense e Secretário da Marinha dos Estados Unidos.

## Biografia
James Kirke Paulding nasceu em 22 de agosto de 1778, no estado de Nova Iorque. Paulding foi sobretudo autodidata.
Tornou-se um amigo próximo de Washington Irving. Com Irving, Paulding propôs um projeto literário. Como ele descreveu, "um dia em um estado de espírito alegre, que lançou a ideia de uma revista apenas para nosso próprio divertimento, e que da cidade, para nenhum de nós antecipou ainda mais qualquer circulação". O resultado foi a revista Salmagundi — uma continuação que ele próprio revelou ser um fracasso.
Junto com Irving, Paulding associou-se com o "grupo Knickerbocker", um grupo que também incluía William Cullen Bryant, Gulian Crommelin Verplanck, Fitz-Greene Halleck, Joseph Rodman Drake, Robert Charles Sands, Lydia Maria Child, e Nathaniel Parker Willis.
Outros trabalhos de Paulding incluem também The Diverting History of John Bull and Brother Jonathan (A Divergente História de John Bull e o Irmão Jonathan, 1812), uma sátira, The Dutchman's Fireside (A Lareira do Holandês, 1831), um romance que alcançou a popularidade, a Life of Washington (Vida de Washington, 1835), e alguns poemas. Na década anterior Washington Irving e James Fenimore Cooper conseguiram sucesso popular, Paulding experimentou em todos os gêneros em um esforço para estabelecer uma nova literatura americana. A partir daí, suas excelentes contribuições foram no romance e na comédia de palco. Koningsmarke (1823), que começou como uma paródia dos romances históricos de Walter Scott, ganhou força inesperada de sua imaginação e se tornou um romance bem torneado, notável por seu retrato de uma velha negra que antecipa William Faulkner e ainda por sua simpática representação de índio. Lion of the West (Leão do Oeste), selecionou em uma competição em que William Cullen Bryant foi um dos juízes, e apresentou uma charge de Davy Crockett, este foi o jogo mais frequentemente realizado no palco americano antes A Cabana do Pai Tomás, e uma versão alterada tendo sucesso em Londres. Paulding's View of Slavery in the United States (A Visão de Paulding sobre a Escravidão nos Estados Unidos, 1836) foi uma defesa abrangente da escravidão negra e a afirmação dos Estados Unidos de dar um basta na liberdade contra os ataques dos abolicionistas e críticos europeus.
Entre os cargos governamentais de Paulding, foi secretário do Conselho de Comissários da Marinha entre 1815 e 1823; e Agente Naval em Nova Iorque entre 1824 e 1838. O presidente Martin Van Buren nomeou-o Secretário da Marinha em junho de 1838. Como secretário, ele era uma figura conservadora, cujo extenso conhecimento de assuntos navais foi equilibrado por notável falta de entusiasmo em investimentos com novas tecnologias. Ele se opôs à introdução de navios movidos a vapor em guerra, declarando que "nunca consentiu para que os nossos navios velhos morressem, e transformassem a nossa Marinha em uma frota de monstros (a vapor) para o mar." No entanto, seu mandato foi marcado por avanços na engenharia a vapor, os esforços abrangentes de exploração, ampliação da frota e a expansão do programa de estágio da Marinha.
Paulding deixou o cargo com a mudança da administração em março de 1841, retornando às atividades literárias e a agricultura. Morreu em sua fazenda perto de Hyde Park, Nova Iorque. Está sepultado no Green-Wood Cemetery.
O contratorpedeiro USS James K. Paulding (DD-238) foi nomeado em homenagem ao Secretário da Marinha, James Kirke Paulding.

## Frase frequentemente citada
Na história "The Politican" (O Político), contém um conceito que é frequentemente atribuída a Samuel Gompers: "Recompense seus amigos e puna seus inimigos". A história aparece em sua coleção Tales of the Good Woman, por um cavalheiro em dúvida. A mesma ideia básica (a definição da justiça como fazer o bem aos amigos e prejudicar os seus inimigos), aparece no diálogo de Platão, A República, onde é posteriormente rejeitado como inadequado.

## Trabalhos notórios
- 1807–1808 — Salmagundi (com Washington Irving)
- 1812 — The Diverting History of John Bull and Brother Jonathan'
- 1813 — The Lay of the Scottish Fiddle
- 1818 — The Backwoodsman
- 1820 — Salmagundi. Second Series
- 1822 — A Sketch of Old England by a New England Man
- 1823 — Koningsmarke, the Long Finne
- 1825 — John Bull in America, or the New Munchausen
- 1826 — The Merry Tales of the Three Wise Men of Gotham
- 1828 — The New Mirror for Travellers
- 1829 — Tales of the Good Woman, by a Doubtful Gentleman
- 1830 — Chronicles of the City of Gotham
- 1831 — The Dutchman's Fireside
- 1832 — Westward Ho!
- 1835 — Life of George Washington
- 1836 — View of Slavery in the United States
- 1837 — The Book of St. Nicholas
- 1838 — A Gift from Fairy Land
- 1846 — The Old Continental, or the Price of Liberty
- 1849 — The Puritan and his Daughter